# Ulica Ane Ziherlove, Ljubljana
Ulica Ane Ziherlove je ena izmed ulic v Zgornji Šiški (Mestna občina Ljubljana). 

## Poimenovanje
Ulica je bila uradno poimenovana leta 1969 po socialni delavki Ani Ziherl.

## Urbanizem
Prične se na križišču s Celovško cesto, medtem ko se konča v križišču z Šišensko cesto.